# Hôpital régional de Maroua
L'Hôpital régional de Maroua, en abrégé HRM, est un hôpital public à Maroua dans la région de l'Extrême-Nord du Cameroun.

## Histoire de l’hôpital
L’hôpital Régional de Maroua est créé vers 1933 comme dispensaire. Il s'agit d'une formation sanitaire de troisième catégorie. Il est classé de référence niveau 2. 

## Services de l'hôpital
L'hôpital est organisé en départements et service. Il y a un département de médecine, de chirurgie et spécialités apparentées, d'appui au diagnostic et au traitement, un service de gynécologie-obstétrique, de pédiatrie et néonatalogie et les services des urgences et consultations externes.
En 2021, le département d'appui au diagnostic et au traitement en son centre régional d’imagerie médicale a reçu un kit de radio numérique et un scanner.
Le service de gynécologie-obstétrique s'est doté d'un centre de prise en charge des fistules obstétricales inauguré le 15 septembre 2020. 

## Risques sanitaires
L'hôpital s'est engagé dans la riposte au Covid-19 par un dispositif de prise en charge.
Il est compté parmi les centres de vaccination anti-COVID19 au Cameroun.

## Collaborations
Dans le cadre de ses activités, l'hôpital s'entoure de partenariats avec des organismes tels Médecins sans frontières (MSF) et le Comité international de la Croix-Rouge (CICR).